# Eunidia olivacea
Eunidia olivacea là một loài bọ cánh cứng trong họ Cerambycidae.